# Хорошая кровь (телесериал)
«Хорошая кровь» (порт.  Sangue Bom) — телесериал телекомпании «Глобу» по сценарию бразильских сценаристов Марии Аделаиды Амарал и Винсента Виллари. События происходят в Сан-Паулу.
Центральной линией сюжета становится встреча мужчины и женщины, которые детьми воспитывались в одном приюте. Сейчас Амора — известная телеведущая, а Бенто работает в цветочном магазине.

## В ролях
- Марко Пигосси — Бенто де Жезус
- Софи Шарлотт — Амора Кампана (Майра)
- Фернанда Васконселлос — Малу (Мария Луиза Кампана)
- Умберто Каррау — Фабиньо (Фабио Кейроз)
- Изабель Друммонд — Джани де Соуза
- Жайме Матараццо — Маурисио Васкез
- Жулия Гам — Барбара Эллен (Консейсон)
- Малу Мадер — Роземари Морейра
- Фелипе Камарго — Перасио Паис
- Летисия Сабателла — Вероника / Палмира Валенте
- Хелена Фернандес — Лана Феррето[1]